# Eucalyptus yagobiei
Eucalyptus yagobiei är en myrtenväxtart som beskrevs av Joseph Henry Maiden. Eucalyptus yagobiei ingår i släktet Eucalyptus och familjen myrtenväxter. Inga underarter finns listade i Catalogue of Life.